# Karim Aïnouz
Karim Aïnouz (Fortaleza, 17 de enero de 1966) es un director de cine, guionista y artista visual brasileño.

## Biografía
Aïnouz creció rodeado de mujeres fuertes ―principalmente sus tías abuelas, de origen argelino (en aquella época Argelia había sido invadida por Francia)― en una familia de clase media en Fortaleza. Se mudó a la capital de Brasil, donde estudió arquitectura en la Universidad de Brasilia y se convirtió en arquitecto.
En 1988 ―con 22 años de edad― recibió una beca para estudiar arquitectura en Nueva York, pero poco después estaba estudiando Bellas Artes. Se dedicó a la pintura y después a la fotografía. El deseo de ser pintor se terminó con las aburridas clases con modelos vivos y con la lectura del libro La obra de arte en la época de su reproductibilidad técnica, de Walter Benjamin. Arrastrado por una amiga, se matriculó en una maestría en Teoría del Cine de la Universidad de Nueva York. Después se especializó en Teoría Cultural en el Programa de Estudios Independientes del Museo Whitney de Arte Estadounidense. Para 1989 estaba totalmente involucrado en la nueva escena del cine independiente estadounidense, trabajando como asistente para casting y asistente de montaje y edición en la película Poison (Veneno, 1990, dirigida por Todd Haynes, ganadora del Festival de Cine de Sundance 1991). Más tarde se convirtió en asistente de producción de la cineasta Christine Vauchon, quien hizo nueve de cada diez de las películas más representativas de la época.
Fue asistente de dirección y montaje en la película Swoon (Tom Kalin, 1991) y Postcards from America (Postales de Estados Unidos, Steve McLean, 1993).
Interesado en el cine como una extensión de la fotografía, Karim ensayó en sus primeras películas una expresión visual de aquello que le era íntimo y también político. Su filme Seams (‘costuras’), de 1993, universaliza cuestionamientos acerca de la figura masculina en la cultura nordestina, mientras que bucea con afecto en su mundo personal de sus tías abuelas.
Sus cortometrajes han sido considerados innovadores, y se han exhibido en más de 50 festivales en Brasil y en el extranjero, incluyendo los de Róterdam, Oberhausen, Londres, el MoMA (de Nueva York), Vancouver y Atlanta. Fue homenajeado en la 13.ª Muestra de Cine de Tiradentes y tuvo retrospectivas en España y Suiza
Ganó una beca del Consejo del Estado de Nueva York para las Artes y de la Fundación Jerome de las Artes, y también fue invitado como artista residente por el New York Film Video Arts y por el Centro Banff para las Artes (de Canadá).
En 1999 recibió un subsidio del Hubert Bals Fund (del Festival Internacional de Cine de Róterdam) para realizar su primer largometraje. Filmado en locaciones de Río de Janeiro entre marzo y junio de 2001, Madame Satã cuenta la historia de un malandro homosexual convertido en mito en el barrio Lapa de los años treinta. La trama huyó de las etiquetas de la «película de época» y el biopic clásico al operar un recorte muy específico en la vida de su personaje central y establecer vínculos entre su trayectoria sui generis con la actualidad.
Para escribir el guion llevó a cabo una intensa búsqueda: recorrió archivos nacionales y fuentes jurídicas, entrevistó a personas que conocían al personaje principal de la película, tanto en Lapa como en Isla Grande, donde fue encarcelado. También fue la ciudad donde nació Madame Satã, en el Pernambuco rural, y el cementerio donde dijo que era la tumba de su madre. La música popular brasileña de los años veinte y treinta fue también una fuente importante para comprender la época. La canción Mulato bamba, de Noel Rosa, fue compuesta en honor a Madame Satán.
Fue seleccionada para la muestra Un Certain Regard del Festival de Cine de Cannes en 2002 y recibió más de 40 premios en festivales nacionales e internacionales, además de ser distribuido comercialmente en más de 20 países.
En un notable análisis de Madame Satán, el crítico de cine Ismail Xavier ve la afirmación de la autoestima de una figura potente en su confrontación con la represión sexual y racial. «Este gesto de reinventarse a sí misma hizo de Madame Satã un ejemplo de esa alternativa al resentimiento, la impotencia y el autoenvenenamiento» que el crítico ve en el cine brasileño contemporáneo.
En 2004 recibió la prestigiosa beca Berliner Künstler Program del DAAD (Servicio Alemán de Intercambio Académico) y se mudó a Berlín (Alemania).
Viviendo allí, Karim escribió un guion basándose en una noticia leída en un periódico, acerca de una chica que rifó su cuerpo para poder salir de su ciudad. Su proyecto obtuvo el apoyo del World Cinema Fund.
Este segundo largometraje, O Céu de Suely, fue seleccionado para la muestra Orizzonti en el Festival de Cine de Venecia en 2006 y recibió los premios a la mejor película, el mejor director y la mejor actriz en el Festival Internacional de Cine de Río de Janeiro, entre otros 30 premios internacionales.
Al igual que en su primera película, Seams (1993), la cineasta tomó a las mujeres de su familia como modelo para crear los personajes. El tono de El cielo de Suely se niega a pontificar juicios y apuesta a la capacidad de reinvención de la protagonista de la historia.

Suely no se diseñó como el alma buena dispuesta a sucumbir en nombre de la pureza, del amor perdido o del retorno nostálgico al orden familiar. Su ciclo de vida en la pequeña ciudad compone el entreacto, la digestión de la experiencia que por fin la libera.
Ismail Xavier

En 2008, Aïnouz escribió y dirigió la serie de televisión Alice en colaboración con Sergio Machado.
Producida por HBO Latinoamérica, y exhibida en Brasil y en toda América Latina y Estados Unidos, la serie generó dos películas para televisión.
En 2009, llevó a cabo ―en colaboración con otro talento de su generación, el cineasta pernambucano Marcelo Gomes― el largometraje Viajo porque preciso, volto porque te amo. En él, el protagonista no aparece ante los ojos del espectador. Solo se escucha su voz.
Si las películas generalmente parten de guiones para encontrarse con sus imágenes, Viajo porque preciso... recorrió el camino inverso: casi todo el material que se ve en la pantalla fue capturado años antes de que el proyecto cinematográfico tomara forma, cuando Karim y Marcelo viajaron por el interior del estado de Ceará. El primer resultado fue un libro con fotos, collages y objetos, el segundo fue un mediometraje denominado Sertão de acrílico azul piscina (2004).
Años más tarde, volvieron a analizar el material y lo reorganizaron en forma de una road movie (‘película sobre carreteras’). Capturadas en diferentes formatos y con alta tensión poética, las imágenes preexistentes adquirieron un nuevo significado al someterse a la voz del personaje de ficción José Renato (representado por el actor Irandhir Santos), un geólogo en un viaje de negocios.
En una entrevista, el crítico Jean-Claude Bernardet afirmó: «Karim transborda su pasión por el material que dio lugar a la película: hoy la imagen se ha convertido en sinónimo de anclaje en lugar de despegue. A veces nos olvidamos de que el cine tiene este poder para hacernos capaces de imaginar».
El largometraje fue seleccionado para la muestra Orizzonti en el Festival de Venecia.
La película ha recibido, entre otros, el premio Grand Coral (en el Festival de Cine de La Habana), premio a la mejor película en el Festival du Cinèma Brésilien (en París) y el premio a la mejor dirección y fotografía en el Festival Internacional de Cine de Río de Janeiro. La película se proyectó en más de 40 festivales a nivel internacional y lanzado en salas de cine en Brasil, México y Estados Unidos.
En 2010, dirigió uno de los fragmentos de la película Desassossego, que tuvo su estreno mundial en el Festival Internacional de Cine de Róterdam.
En 2010 fue invitado a dirigir uno de los cortometrajes de la colección de películas Destricted.br es la versión brasileña de Destricted ―originalmente concebido por el curador británico Neville Wakefield con artistas como Matthew Barney, Larry Clark y Richard Prince, entre otros.
Producido en Brasil por Lula Buarque de Hollanda, Márcia Fortes y Alessandra D'Aloia, Destricted.br partió desde una invitación a los artistas para crear películas de carácter erótico (explícito o no). Para Karim fue la oportunidad de hacer una película no narrativa. Inspirado por las imágenes de Kaleidoscope Frenzy, un proyecto no realizado de Alfred Hitchcock, Karim filmó con el fotógrafo Mauro Pinheiro una pareja de mediana edad en una cascada cerca de Mangaratiba.

Las películas de Karim Aïnouz escapan de todo lo que se esperaría del cine brasileño contemporáneo. [...] Karim Aïnouz sigue un camino personal, inclasificable.
Os filmes de Karim Aïnouz escapam de tudo o que se espera do cinema brasileiro contemporâneo. [...] Karim Aïnouz segue um caminho pessoal, inclassificável.
Peter Butcher, crítico cinematográfico 8

También en 2011, Aïnouz realizó ―en colaboración con el artista Olafur Eliasson― una obra para presentar en el 17.º Festival Internacional de Arte Contemporáneo SESC_Videobrasil 2011.
La obra, Sua cidade empática, compuesta de varias proyecciones, películas de color, dimmers y reflectores, se expuso el SESC Pompéia de Sao Paulo durante el Festival, a partir del 1 de octubre de 2011 hasta el 29 de enero de 2012.

Dentro de un lenguaje cercano al cine expandido, el trabajo busca revelar las dimensiones sensoriales de São Paulo se utilizan para mirar a la vida cotidiana ya no se percibe. El fenómeno óptico conocido como imagen secundaria, que consiste en la retención de imagen en la retina, incluso después de su desaparición, es el punto de partida de la propuesta de Olafur Eliasson que sustenta colaboración. aspectos urbanísticos, como la relación entre los espacios de tránsito y áreas de vida también se abordan en el proyecto, que incluye la Minhocão (Costa y el alto Silva, en el centro de la ciudad) como telón de fondo.
Dentro de uma linguagem próxima à do cinema expandido, a obra busca revelar dimensões sensoriais da cidade de São Paulo que o olhar acostumado pelo cotidiano já não percebe. O fenômeno óptico conhecido como afterimage, que consiste na retenção de imagens pela retina mesmo depois de seu desaparecimento, é o ponto de partida da proposição de Olafur Eliasson que serve de base à colaboração. Aspectos urbanísticos, como a relação entre espaços de trânsito e áreas de convivência, também são abordados pelo projeto, que incluiu o Minhocão (o elevado Costa e Silva, no centro da cidade) como cenário.

Por invitación de la Fundación de Arte de Sharjah, en el invierno de 2011 realizó en Berlín el corto documental Sonnenallee.
Es una referencia a la calle Sonnenallee, donde en la época del Muro de Berlín había un puesto de control entre las dos Alemanias, y hoy se concentran las tiendas y restaurantes de inmigrantes palestinos, turcos y libaneses. Filmado en Super 8, es un ensayo sobre el exilio y la trasposición de fronteras; sobre un lugar imaginario que tiene como hilo conductor la última persona asesinada por tratar de cruzar el muro, en 1989 (pocos meses antes de su caída) en aquella calle.
Fue exhibida en la Bienal de Sharjah de 2011.
En 2011 también terminó el largometraje O abismo prateado, que se estrenó en la Quincena de los Realizadores, en el Festival de Cannes (2011) y recibió el premio al mejor director en el Festival Internacional de Cine de Río de Janeiro.
Al año siguiente (2012) fue invitado a integrar el jurado de la Cinéfondation y la Competición de Cortometrajes en el 65.º Festival de Cannes.
En 2014 filmó en Alemania y Brasil el largometraje Praia do Futuro que se estrenó en la Bienale de Berlín 2014.
Ha vivido en Fortaleza, Brasilia, París, Grenoble, Nueva York, Londres, São Paulo y Río de Janeiro. En la actualidad vive en Berlín (Alemania).

## Premios y distinciones
Festival Internacional de Cine de Cannes
| Año  | Categoría                | Película                              | Resultado |
| ---- | ------------------------ | ------------------------------------- | --------- |
| 2019 | Premio Un Certain Regard | The Invisible Life of Eurídice Gusmão | Ganador   |

- 1994: Premio al mejor cortometraje en el Festival de Cine de Atlanta (Georgia);
- 1997: Premio al mejor cortometraje en el Festival de Cine de Ann Arbor (Míchigan).
- 2002: Premio Gold Hugo en el Festival Internacional de Cine de Chicago por Madame Satã;
- 2002: Premio al mejor director en el Festival de Biarritz por Madame Satã;
- 2006: Premio al mejor director en el Festival Internacional de Cine de Río de Janeiro por O céu de Suely.
- 2006: Premio a la mejor película en el Festival Internacional de Cine de Río de Janeiro por O céu de Suely.
- 2009: Premio Grand Coral del Festival de La Habana por O céu de Suely.
- 2009: Tercer Premio Coral en el Festival de La Habana por Viajo porque preciso, volto porque te amo.
- 2009: Premio FIPRESCI en el Festival de La Habana por Viajo porque preciso, volto porque te amo.
- 2009: Premio al mejor director en el Festival Internacional de Cine de Río de Janeiro por Viajo porque preciso, volto porque te amo.
- 2011: Premio al mejor director en el Festival Internacional de Cine de Río de Janeiro por O abismo prateado.
- 2011: Segundo Premio Coral en el Festival de La Habana por O abismo prateado.

## Filmografía

### Como director
- 1992: O preso, drama, vídeo, color, 19 min.
- 1993: Seams, documentário, 16 mm, color, 29 min.
- 1994: Paixão Nacional, 16 mm, color, 9 min.
- 1996: Hic Hábitat Felicitas, 35 mm, color, 26 min.
- 1998: Les ballons des bairros, documental para el canal France 3, vídeo, 26 min.
- 2000: Rifa-me, 35 mm, color, 28 min.
- 2002: Madame Satã, drama, 35 mm, color, 105 min.
- 2006: O Céu de Suely, drama, 35 mm, color, 88 min.
- 2008: Alice, serie del canal HBO
- 2010: Desassossego, dirección de uno de los fragmentos, drama, color, 63 min.
- 2010: Viajo porque preciso, volto porque te amo, drama, 35 mm, color, 75 min.
- 2011: Sonnenallee, documental para la Sharjah Art Foundation, Super 8 para Digital, color, 12 min.
- 2013: O abismo prateado, drama, 35 mm, color, 84 min.
- 2014: Praia do Futuro, drama, 35 mm, color, 106 min.
- 2019: La vida invisível de Eurídice Gusmão, color, 140 min

### Como guionista
- 2001: Abril Despedaçado, drama, 35 mm, color, 105 min.
- 2005: Cidade Baixa, drama, 35 mm, color, 93 min.
- 2005: Cinema, aspirinas e urubus, drama, 35 mm, color, 104 min.
- 2014: Praia do Futuro, drama, 35 mm, color, 106 min.